# Ephraim King Wilson (1821–1891)
Ephraim King Wilson (ur. 22 grudnia 1821 w Snow Hill, Maryland, zm. 24 lutego 1891 w Waszyngtonie) – amerykański polityk związany z Partią Demokratyczną.
W latach 1873–1875 był przedstawicielem pierwszego okręgu wyborczego w stanie Maryland w Izbie Reprezentantów Stanów Zjednoczonych. Później, od 1885 roku aż do śmierci w 1891 roku był senatorem Stanów Zjednoczonych z Maryland.
Jego ojciec, także Ephraim King Wilson, był również członkiem Izby Reprezentantów Stanów Zjednoczonych z Maryland.